# Emiliano Fusco
Emiliano Adrián Fusco (Caseros, 2 marzo 1986) è un ex calciatore argentino, di ruolo difensore.